# Lecidea promiscua
Lecidea promiscua är en lavart som beskrevs av William Nylander. 
Lecidea promiscua ingår i släktet Lecidea och familjen Lecideaceae. Arten är reproducerande i Sverige.